# Peter J. Somers

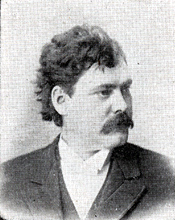
Peter J. Somers

Peter J. Somers (* 12. April 1850 in Menomonee Falls, Wisconsin; † 15. Februar 1924 in Los Angeles, Kalifornien) war ein US-amerikanischer Politiker. Zwischen 1893 und 1895 vertrat er den Bundesstaat Wisconsin im US-Repräsentantenhaus.

## Werdegang
Peter Somers besuchte die öffentlichen Schulen seiner Heimat, die Whitewater Normal School und die Waukesha Academy. Nach einem anschließenden Jurastudium und seiner im Jahr 1874 erfolgten Zulassung als Rechtsanwalt begann er in Milwaukee in seinem neuen Beruf zu arbeiten. Zwischen 1882 und 1884 war er dort städtischer Anwalt. Im Jahr 1890 wurde er in den Stadtrat gewählt, dessen Vorsitzender er wurde. Zwischen 1890 und 1893 amtierte er als Bürgermeister von Milwaukee.
Somers war Mitglied der Demokratischen Partei. Nach dem Rücktritt des Kongressabgeordneten John L. Mitchell wurde er bei der fälligen Nachwahl für den vierten Sitz von Wisconsin als dessen Nachfolger in das US-Repräsentantenhaus in Washington, D.C. gewählt, wo er am 27. August 1893 sein neues Mandat antrat. Da er bei den regulären Kongresswahlen des Jahres 1894 nicht mehr kandidierte, konnte er bis zum 3. März 1895 nur die angebrochene Legislaturperiode seines Vorgängers im Kongress beenden.
Nach seinem Ausscheiden aus dem US-Repräsentantenhaus arbeitete Somers zunächst wieder als Anwalt in Milwaukee. Im Jahr 1905 zog er nach Reno in Nevada, wo er ebenfalls als Jurist praktizierte. Zwischen 1907 und 1909 war er Parteivorsitzender der Demokraten in Nevada. Von 1908 bis 1914 fungierte er auch als Richter im dortigen Esmeralda County. Danach setzte er seine Anwaltstätigkeit fort. Peter Somers starb am 15. Februar 1924 in Los Angeles.